# 찰리 그레이프

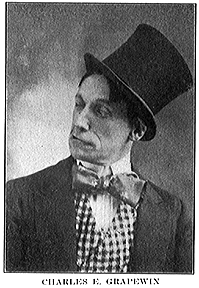

찰리 그레이프(Charley Grapewin, 1869년 12월 20일 ~ 1956년 2월 2일)는 미국의 배우, 연극 배우, 영화배우, 각본가이다.
그린군 (오하이오주)에서 태어났으며 코로나에서 사망하였다. 포리스트 론 메모리얼 파크에 매장되었다.

## 영화
- 샌드 (1949년)
- 아틀란틱 시티 (1944년)
- 폴로우 더 보이즈 (1944년)
- 크래쉬 다이브 (1943년)
- 토바코 로드 (1941년)
- 리듬 온 더 리버 (1940년)
- 자니 아폴로 (1940년)
- 분노의 포도 (1940년)
- 오즈의 마법사 (1939년)
- 리슨, 다링 (1938년)
- 더 걸 오브 더 골든 웨스트 (1938년)
- 오브 휴먼 하츠 (1938년)
- 세 전우 (1938년)
- 브로드웨이 멜로디 오브 1938 (1937년)
- 대지 (1937년)
- 굿바이 마이 라이프 (1937년)
- 라이벨리드 레이디 (1936년)
- 황무지 (1935년)
- 엘리스 아담스 (1935년)
- 프리스트 판사 (1934년)
- 토치 싱어 (1933년)
- 순례여행 (1933년)
- 와일드 호스 메사 (1932년)
- 미국의 광기 (1932년)